# Sparks (Nevada)
Sparks – miasto w hrabstwie Washoe, w stanie Nevada, USA.
Według spisu ludności z 2000 roku miasto liczyło 66 346 osób. W związku z rozwojem w rejonach takich jak Spanish Springs, Wingfield Springs i D'Andrea szacunkowo liczba ludności w roku 2006 wynosi około 90 000 osób). Choć Sparks i sąsiednie Reno powstały jako oddzielne miasta, rozrosły się do tego stopnia, że granica między nimi jest czysto administracyjna. Często nawet są określane jako "dwu-miasto" (Reno-Sparks).